# Baril
Pour les articles homonymes, voir Baril (homonymie), bl et bbl.
Le baril (symbole bl ou bbl) du gallo-romain barriculus, « barrique » puis du latin médiéval barriclus « petit tonneau », est une unité de mesure de volume surtout utilisée de nos jours pour le pétrole brut et ses dérivés.

## Baril de pétrole
Un baril de pétrole équivaut à 42 gallons américains, soit environ 35 gallons impériaux (précisément 34,9723) ou 159 litres (précisément 158,987294928),. Cette contenance est héritée des fûts à liquide utilisés à Pechelbronn en Alsace dès la deuxième moitié du XVIIIe siècle, puis en Pennsylvanie, où l'on a repris également l'ensemble des technologies d'extraction alsaciennes.

### Description
L'abréviation bbl signifie Blue Barrel. Elle vient de la couleur bleue des barils de 42 gallons US, système adopté à la fin du XIXe siècle.
À l'extérieur des États-Unis, le pétrole est aussi mesuré selon sa masse, en tonnes, plutôt qu'en volume. Suivant sa masse volumique, une tonne de pétrole brut fait entre 7 et 9,3 barils, la moyenne mondiale se situant aux environs de 7,6 barils par tonne. La tonne de pétrole ne doit pas être confondue avec la tonne équivalent pétrole (tep), qui est une mesure d'énergie ; le rapport entre la tep et le baril est fonction non seulement de la masse volumique du pétrole mais aussi de son pouvoir calorifique inférieur (PCI).
Aujourd'hui, le baril ne représente plus qu'une unité de mesure, le pétrole étant transporté en oléoduc, en citerne (camion-citerne, wagon-citerne ou en pétrolier) de son point d'extraction à son point de raffinage.
Le baril de pétrole est à la fois l'unité de mesure de volume la plus utilisée pour estimer les réserves pétrolières et aussi celle servant de référence pour déterminer le prix du pétrole brut. Les types de pétrole brut utilisés comme standards pour la fixation du prix sont principalement le WTI américain et le Brent de la mer du Nord.
En moyenne : 1 baril = 159 litres, une tonne = 1 208 litres.

## Autres types

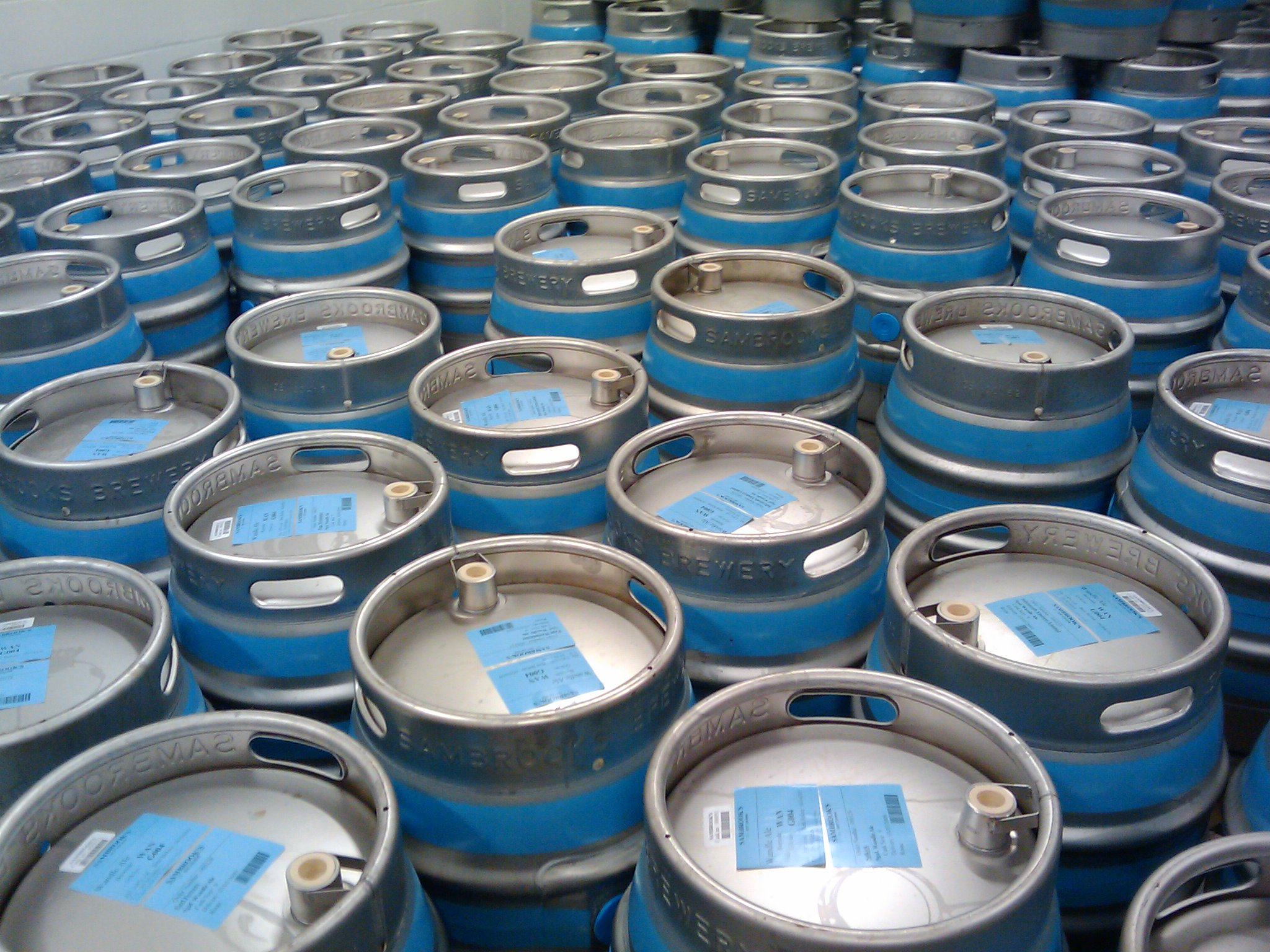
Barils de bière dans une brasserie au Royaume-Uni.

Parmi les types de barils, les plus communs sont :
- baril de vrac (anglais Bulk barrel), qui vaut 5,8 ou 5,0 pieds cubes (164,238 L) ;
- baril impérial (anglais Imperial barrel), qui vaut 36 gallons impériaux (163,659 L) ;
- baril d'eau-de-vie (anglais U.S. proof spirit barrel), qui vaut 40 gallons américains (151,416 L) ;
- baril liquide (anglais U.S. fluid barrel), qui vaut 31,5 gallons américains (119,240 L) ;
- baril de bière (anglais U.S. beer barrel), qui vaut 31 gallons américains (117,348 L) ;
- baril sec (anglais U.S. dry barrel), qui vaut 105 pintes sèches américaines (115,628 L) ;
- baril de vin (anglais U.S. wine barrel), qui vaut 30 gallons américains (113,562 L) ;
- baril de canneberges (anglais U.S. cranberry barrel), qui vaut soit 86 et 45/64 pintes sèches américaines (95,479 L), soit 5 826 pouces cubes (95,471 L).